# Ebersweier

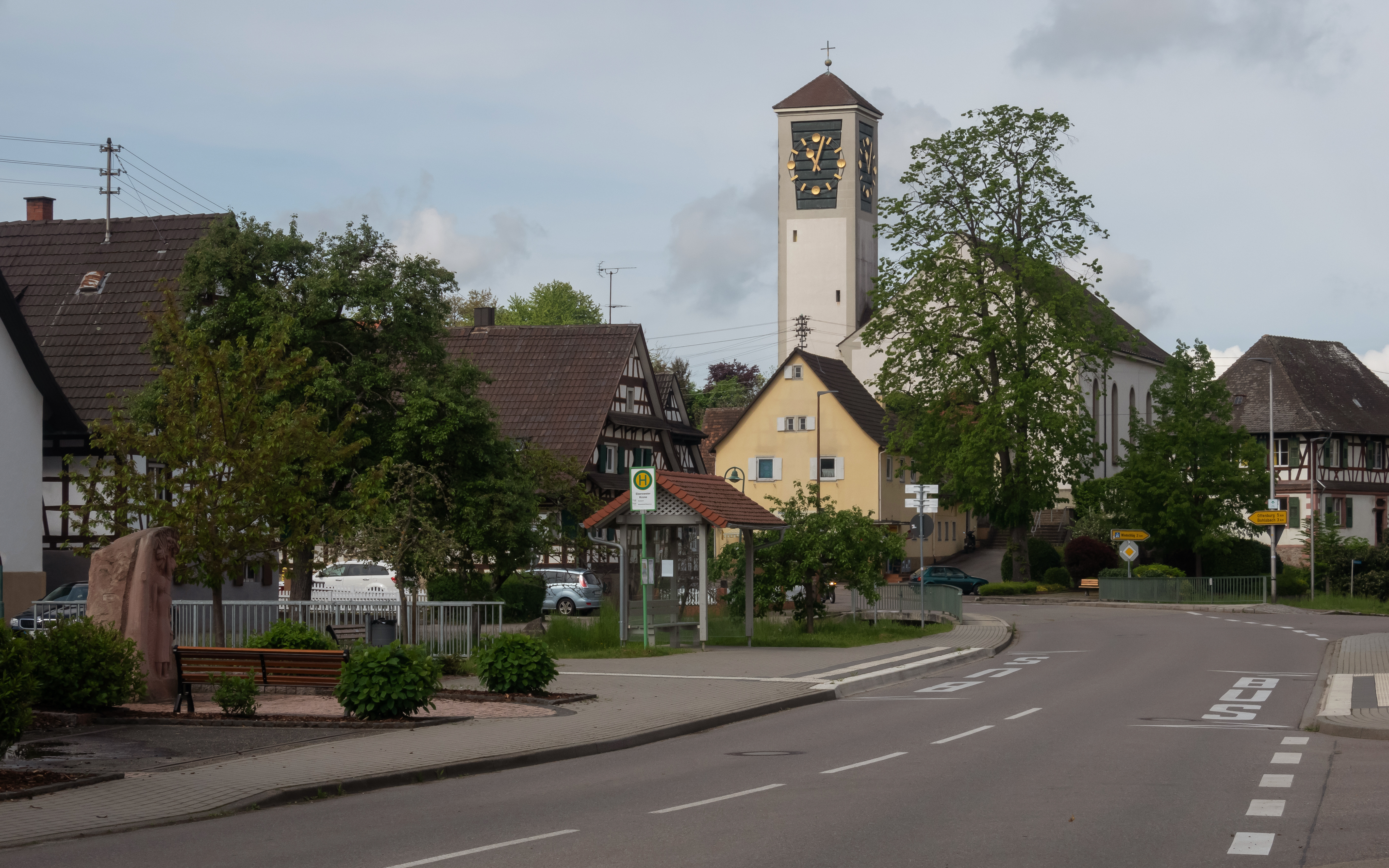
Ebersweier, Heilig-Kreuz-Kirche in der Straße

Ebersweier ist ein Ortsteil der Gemeinde Durbach im Ortenaukreis in Baden-Württemberg mit 1335 Einwohnern.

## Geografie
Das Dorf liegt von den Höhen der Schwarzwaldvorhügel eingebettet. Nach Süden und Westen befindet sich die Rheinebene. Im Osten öffnet sich das Durbachtal und auf einem Berge liegt das Schloss Staufenberg. Dahinter steht der Gebirgsstock der Brandeck und der 871 m hohen Moos. Nach Norden zieht sich der Schwarzwald hin. Ebersweier zieht sich rechts und links des Dorfbaches, des Durbach, entlang. Eine Zierde des Dorfes sind seine Linden. Bekannt ist der Ort durch seine Kirschen und sein Kirschwasser.

### Nachbargemeinden
Die Gemarkung grenzt im Norden an die Gemarkung Appenweier, im Osten an Nesselried und Durbach, im Süden kurz an Rammersweier, danach an Bohlsbach und im Westen an Windschläg.

## Geschichte
Der Ort Ebersweier wird erstmals 1215 als Eberswilre erwähnt, nach dem ortsadligen Kuno von Ebriswilre. Ob eine gefundene römische Münze als Nachweis einer ehemaligen römischen Siedlung gelten kann, ist nicht abschließend geklärt. Zumindest weist der Gewannname „Städeläcker“ ebenfalls auf die Römer hin.
Ältester Grundherr war das Kloster Honau, das den vermutlich aus Rodland entstandenen Hof an das Kloster Allerheiligen abtrat.
Unter Kaiser Friedrich III. kam Ebersweier zu Beginn des 14. Jahrhunderts zur kaiserlichen Landvogtei Ortenau und zum Landgericht Griesheim und war vorderösterreichisch. Durbach kam unter die Herrschaft Staufenberg. 1806 fiel die Ortenau und damit auch Ebersweier an das Großherzogtum Baden.
Eng mit der Ortsgeschichte ist die Kirche verbunden. 1280 lag die Pastoration von Ebersweier in den Händen der Franziskaner von Offenburg, welche dafür den Zehnten erhielten. 1365 wurde die seelsorgerische Betreuung den Herren von Allerheiligen übertragen. Nach der Reformation übernahmen die Kapuziner von Oberkirch dann die Seelsorge. Die alte Kirche war den Märtyrern Tiburtius von Rom und Valerianus geweiht.
Verleiher und Zehntherr war 1666 der Abt von Allerheiligen. 1371 erscheint erstmals ein eigener Pfarrer.
Drei Pfarrer aus Ebersweier wurden zu Äbten von Allerheiligen gewählt. Der Dreißigjährige Krieg hinterließ auch in Ebersweier seine Spuren. Dorf und Kirche wurden ausgebrannt, seine Einwohnerzahl erheblich dezimiert.
1703 wurde das Pfarrhaus von den Franzosen im Spanischen Erbfolgekrieg abgebrannt, so dass nur noch der mit einem gotischen Gewölbe ausgestattete Steinkeller übrig blieb. Der Wiederaufbau in Fachwerkbauweise erfolgte erst wieder im Jahre 1712.
Der Zweite Weltkrieg forderte ebenfalls seine Opfer. Von den 142 Kriegsteilnehmern aus der Gemeinde sind 32 gefallen bzw. vermisst. In den letzten Kriegsmonaten des Jahres 1945 wurden bei einem Bombenangriff verschiedene Gebäude zerstört und 13 Personen getötet.
Im Zuge der Gemeindereform erfolgte am 1. Januar 1973 die Eingliederung in die Gemeinde Durbach.
Ebersweier hat heute eine Gemarkungsfläche von 455 ha. 1250 Einwohner zählt das Dorf. Es wird vom Obstbau geprägt. Pfarreireben sind 1549 im Gewann Leimenhag verbrieft. Auch heute gilt noch, was in Kolbs historischem Lexikon von 1813 bemerkt wird: „Der Ort hat einen nicht gar großen, aber fruchtbaren Bann, guten Schnaps und Obst.“ 50 Brennereien sind im Ort angemeldet. Der Brenner Ludwig Hettig wurde 2016 vom Badischen Kleinbrennerverband mit dem Titel „Bester Brenner Badens“ ausgezeichnet.

## Demographie
Einwohnerzahlen nach dem jeweiligen Gebietsstand.
| Jahr | Einwohnerzahl |
| ---- | ------------- |
| 1834 | 570           |
| 1864 | 518           |
| 1913 | 542           |
| 1939 | 575           |
| 1961 | 759           |
| 1970 | 899           |
| 2023 | 1.335         |

## Politik
Bürgermeister Andreas König (CDU).
Das politische Gremium im Ortsteil bildet der Ortschaftsrat mit 8 Sitzen (Kommunalwahl 2019 – 6 CDU, 2 FFW), Ortsvorsteher Horst Zentner (CDU).
Ergebnis der Bundestagswahl 2017 im Wahllokal III Ebersweier (ohne Briefwähler)
CDU bei 43,9 %, minus 7,3
SPD 14,2 %, minus 2,1
FDP 14,6 %, plus 8
Grüne 12,4 % nach 9,2
AfD 8,2 nach % 4,9

## Kultur und Sehenswürdigkeiten

### Vereinsleben
Vereine und Gruppierungen des Ortes sind der SC Durbachtal, Tischtennisclub Ebersweier, Rad- und Motorsportverein „Sturmvogel Ebersweier“, Musikverein Ebersweier, Chorgemeinschaft Ebersweier, Narrenclub Ebersweier, Feuerhexen Ebersweier, Frauentreff Ebersweier, Hundesportgemeinschaft Durbachtal, Freiwillige Feuerwehr, Staufenberg-Adler, HEIMATgeschichte Ebersweier, Vereinsrat Ebersweier.

### Religionen
Seit der Dekanatsreform am 1. Januar 2008 gehört Ebersweier mit der Hl.-Kreuz-Kirche zum Dekanat Offenburg-Kinzigtal und gehört zudem zur Seelsorgeeinheit Appenweier-Durbach.

## Sonstiges
Nach Ebersweier benannt ist eine alte, sehr seltene Pflaumensorte, die Ebersweierer Frühzwetschge.
2015 wurde die 800-jährige Ersterwähnung mit einem Festjahr gefeiert. Im Mittelpunkt standen der Festakt am 15. März mit dem damaligen Bundesfinanzminister Wolfgang Schäuble als Festredner, die Veröffentlichung der Dorfchronik Ebersweier und seine Geschichte 1215–2015, das große Festwochenende vom 14.–16. Juli mit Festmeile und Themenhöfen und über 30.000 Besuchern, Fotoausstellung und Filmvorführung, einem großen Helferfest und einer Themenausstellung im Jahr 2016 im Heimatmuseum Durbach.
Seit 2021 befindet sich ein Wohnheim der Lebenshilfe e. V. im Ort, mit angeschlossener offener Tagespflege.

## Persönlichkeiten

### Söhne und Töchter des Ortes
- Johannes Suhm (* 1977), Schauspieler und Filmemacher
- Jacqueline Dietrich (* 1996), Rad-Bundesligasiegerin 2015 und 2016, Deutsche Rad-Bergmeisterin 2016

### Weitere Persönlichkeiten
- Johannes Vetter (* 1993), Speerwerfer, wohnte von 2014 bis 2017 in Ebersweier[2]